# Celebración del Cine de Irán
La Celebración del Cine de Irán —en persa: جشن بزرگ سینمای ایران‎; en inglés: Iran Cinema Celebration— es una ceremonia anual cinematográfica organizada por la «Casa del Cine», la alianza iraní del gremio del cine que tiene más de 6.000 miembros, y que busca galardonar a lo mejor del cine de Irán en varias categorías, incluyendo además, un premio honorífico.
La primera edición del galardón tuvo lugar en agosto del año 1997, siendo el evento continuador de la ceremonia de entrega de premios que la «Casa del Cine» había iniciado en 1994. La celebración fue instaurada con motivo del día nacional del cine que se realiza el 12 de septiembre, mientras que sus principales categorías son «Mejor Película», «Mejor actor», «Mejor actriz», «Mejor Director», «Mejor actor de reparto» y «Mejor actriz de reparto».

## Palmarés a la mejor película

### Década de 1990
| Año  | Película (título internacional) | Película (título original)    | Director(a)         | Productor(a)                           |
| ---- | ------------------------------- | ----------------------------- | ------------------- | -------------------------------------- |
| 1997 | Land of the Sun                 | Sar Zamin-e Khorshid          | Ahmad-Reza Darvish  | Farabi Cinema Foundation               |
| 1998 | To Be Or Not To Be              | Boodan yaa naboodan           | Kianoush Ayari      | Kianoush Ayari                         |
| 1999 | The Girl in Sneakers            | Dokhtari ba kafsh-haye-katani | Rasul Sadrameli     |                                        |
| 1999 | Sweet Agony                     | Masaebe shirin                | Alireza Davoudnejad | Alireza Davoodnejad y Ali Vajed Samiei |

### Década de 2000
| Año  | Película (título internacional) | Película (título original)      | Director(a)            | Productor(a)                    |
| ---- | ------------------------------- | ------------------------------- | ---------------------- | ------------------------------- |
| 2000 | Bride of Fire                   | Aroos-e Atash                   | Khusraw Sīnāyī         | Ghasem Gholipour                |
| 2002 | I am Taraneh, I am 15 years old | Man, taraneh, panzdah sal daram | Rasul Sadrameli        | Rasul Sadrameli                 |
| 2003 | Dancing in the Dust             | Raghs dar ghobar                | Asghar Farhadi         | Iraj Taghipoor                  |
| 2004 | The Beautiful City              | Shah-re ziba                    | Asghar Farhadi         | Iraj Taghipoor                  |
| 2005 | So Close, So Far                | Kheili dour, kheili nazdik      | Seyyed Reza Mir-Karimi | Seyyed Reza Mir-Karimi          |
| 2006 | Crossroad                       | Taghato                         | Abolhassan Davudi      | Saeed Hajimiri y Nasser Shafagh |

### Década de 2010
| Año  | Película (título internacional) | Película (título original) | Director(a)    | Productor(a)                                 |
| ---- | ------------------------------- | -------------------------- | -------------- | -------------------------------------------- |
| 2010 | About Elly                      | Darbareye Elly             | Asghar Farhadi | Asghar Farhadi, Simaye Mehr y Mahmoud Razavi |
| 2011 | Yodaí-e Nader az Simín          | Jodái-e Náder az Simin     | Asghar Farhadi | Asghar Farhadi                               |